# Halowe Mistrzostwa Europy w Lekkoatletyce 1986 – bieg na 60 m kobiet
Bieg na 60 metrów kobiet – jedna z konkurencji biegowych rozgrywanych podczas halowych lekkoatletycznych mistrzostw Europy w hali Palacio de Deportes w Madrycie. Eliminacje i bieg finałowy zostały rozegrane 23 lutego 1986. Zwyciężyła reprezentantka Holandii Nelli Fiere-Cooman, która tym samym obroniła tytuł zdobyty na poprzednich mistrzostwach. W finale ustanowiła halowy rekord świata czasem 7,00 s.

## Rezultaty

### Eliminacje
Rozegrano 2 biegi eliminacyjne, do których przystąpiło 11 biegaczek. Awans do finału dawało zajęcie jednego z pierwszych dwóch miejsc w swoim biegu (Q). Skład finału uzupełniły dwie zawodniczki z najlepszym czasem wśród przegranych (q).
Opracowano na podstawie materiału źródłowego.
Bieg 1
| Miejsce | Zawodniczka          | Czas | Uwagi |
| ------- | -------------------- | ---- | ----- |
| 1       | Nelli Fiere-Cooman   | 7,07 | Q     |
| 2       | Marlies Göhr         | 7,08 | Q     |
| 3       | Monika Hirsch        | 7,43 |       |
| 4       | Yolanda Díaz         | 7,46 |       |
| 5       | Marula Lambru-Teloni | 7,54 |       |
| –       | Rossella Tarolo      | DNF  |       |

Bieg 2
| Miejsce | Zawodniczka       | Czas | Uwagi |
| ------- | ----------------- | ---- | ----- |
| 1       | Silke Gladisch    | 7,12 | Q     |
| 2       | Beverly Kinch     | 7,13 | Q,    |
| 3       | Laurence Bily     | 7,35 | q     |
| 4       | Heidi-Elke Gaugel | 7,41 | q     |
| 5       | Lourdes Valdor    | 7,48 |       |

### Finał
Opracowano na podstawie materiału źródłowego.
| Miejsce | Zawodniczka        | Czas | Uwagi |
| ------- | ------------------ | ---- | ----- |
| 1       | Nelli Fiere-Cooman | 7,00 | WR    |
| 2       | Marlies Göhr       | 7,08 |       |
| 3       | Silke Gladisch     | 7,14 |       |
| 4       | Beverly Kinch      | 7,16 |       |
| 5       | Laurence Bily      | 7,34 |       |
| 6       | Heidi-Elke Gaugel  | 7,45 |       |